# The Soundboard Series
A The Soundboard Series a Deep Purple koncertalbum-gyűjteménye (box set) a 2001-es turnéról. A gyűjtemény 6 koncert (Melbourne, Wollongong, Newcastle, Hongkong és két Tokiói) felvételét tartalmazza dupla albumokon (összesen 12 lemez). A tokiói koncerteken hallható a ritkán előadott Concerto for Group and Orchestra is.

## Zenészek

### Deep Purple
- Ian Gillan – ének
- Steve Morse – gitár
- Jon Lord – billentyűk
- Roger Glover – basszusgitár
- Ian Paice – dob

### Vendégzenészek
Melbourne, Wollongong, Newcastle, Hong Kong
- Greg Maundrell – trombita
- Charles MacInnes – harsona
- Paul Williamson – szaxofon
- Billie Stapleton – háttérének
- Angie Stapleton – háttérének
- Natalie Miller – háttérének

Tokió
- Ronnie James Dio – a Black Sabbath és a Dio énekese
- New Japan Select Orchestra – nagyzenekar Paul Mann vezényletével
- Big Horns Bee – fúvosok

## Számok listája

### Melbourne
- 1. lemez

1. "Woman From Tokyo" 6:41
2. "Ted the Mechanic" 5:10
3. "Mary Long" 5:37
4. "Lazy" 6:01
5. "No One Came" 5:23
6. "Black Night" 6:40
7. "Sometimes I Feel Like Screaming" 7:21
8. "'69" 8:53
9. "Smoke on the Water" 9:04
10. "Perfect Strangers" 8:42

- 2. lemez

1. "Hey Cisco" 6:28
2. "When a Blind Man Cries" 7:27
3. "Fools" 10:04
4. "Speed King" 16:26
5. "Hush" 5:52
6. "Highway Star" 7:58

- Felvétel helye és ideje: Rod Laver Arena, 2001. március 9.

### Wollongong
- 1. lemez

1. "Woman From Tokyo" 6:32
2. "Ted the Mechanic" 5:04
3. "Mary Long" 5:20
4. "Lazy" 6:07
5. "No One Came" 5:49
6. "Black Night" 7:23
7. "Sometimes I Feel Like Screaming" 7:47
8. "Fools" 10:28
9. "Perfect Strangers" 8:20

- 2. lemez

1. "Hey Cisco" 6:34
2. "When a Blind Man Cries" 7:44
3. "Smoke on the Water" 10:24
4. "Speed King" (benne: "Good Times", énekli Jimmy Barnes) 15:40
5. "Hush" 4:24
6. "Highway Star" 7:36

- Felvétel helye és ideje: Wollongong Entertainment Centre 2001. március 13.

### Newcastle
- 1. lemez

1. "Woman From Tokyo" 6:14
2. "Ted the Mechanic" 5:11
3. "Mary Long" 5:56
4. "Lazy" 6:03
5. "No One Came" 5:37
6. "Black Night" 7:22
7. "Sometimes I Feel Like Screaming" 7:27
8. "Fools" 9:23
9. "Perfect Strangers" 9:30

- 2. lemez

1. "Hey Cisco" 6:19
2. "When a Blind Man Cries" 7:26
3. "Smoke on the Water" 10:20
4. "Speed King" (benne: "Good Times", énekli Jimmy Barnes) 16:59
5. "Hush" 4:18
6. "Highway Star" 7:24

- Felvétel helye és ideje: Newcastle Entertainment Centre, 2001. március 14.

### Hong Kong
- 1. lemez

1. "Woman From Tokyo" 6:29
2. "Ted the Mechanic" 4:49
3. "Mary Long" 5:36
4. "Lazy" 6:11
5. "No One Came" 5:57
6. "Black Night" 8:25
7. "Sometimes I Feel Like Screaming" 7:20
8. "Fools" 11:06
9. "Perfect Strangers" 10:08

- 2. lemez

1. "Hey Cisco" 6:47
2. "When a Blind Man Cries" 7:32
3. "Smoke on the Water" 10:11
4. "Speed King" 16:14
5. "Hush" 4:21
6. "Highway Star" 7:33

- Felvétel helye és ideje: Hong Kong Coliseum, 2001. március 20.

### Tokió (1)
- 1. lemez

1. "Pictured Within" 11:04
2. "Sitting in a Dream" 4:45
3. "Love is All" 4:30
4. "Fever Dreams" 4:18
5. "Rainbow in the Dark" 5:57
6. "Watching the Sky" 5:27
7. "Sometimes I Feel Like Screaming" 7:20
8. "The Well-Dressed Guitar" 4:07
9. "Wring that Neck" 5:09
10. "Fools" 9:54
11. "Perfect Strangers" 6:23

- 2. lemez

1. "Concerto Movement 1" 20:16
2. "Concerto Movement 2" 18:36
3. "Concerto Movement 3" 14:45
4. "When a Blind Man Cries" 7:34
5. "Pictures of Home" 10:06
6. "Smoke on the Water" 7:04

- Felvétel helye és ideje: Tokió, 2001. március 24.
- Vendégszerepel Ronnie James Dio (ének) az 1. CD 2-5. számában és a 2. CD 5. számában.

### Tokió (2)
- 1. lemez

1. "Pictured Within" 11:24
2. "Sitting in a Dream" 4:22
3. "Love is All" 4:19
4. "Fever Dreams" 4:52
5. "Rainbow in the Dark" 5:10
6. "Sometimes I Feel Like Screaming" 7:12
7. "The Well-Dressed Guitar" 3:19
8. "Wring that Neck" 5:58
9. "When a Blind Man Cries" 7:42
10. "Fools" 10:12
11. "Perfect Strangers" 6:39

- 2. lemez

1. "Concerto Movement 1" 19:30
2. "Concerto Movement 2" 19:16
3. "Concerto Movement 3" 14:44
4. "Pictures of Home" 10:28
5. "Smoke on the Water" 11:40

- Felvétel helye és ideje: Tokió, 2001. március 25.
- Vendégszerepel Ronnie James Dio (ének) az 1. CD 2-5. számában és a 2. CD 5. számában.